# Норманд, Мэйбл
Мэйбл Норманд (англ. Mabel Normand; 9 ноября 1893 — 23 февраля 1930) — американская комедийная актриса немого кино, а также сценарист, продюсер и режиссёр. Мэйбл достигла большой популярности на студии Мака Саннета «Keystone Studios», а на пике своей карьеры в конце 1910-х и начале 1920-х годов она также была владелицей собственной киностудии.
В 1920-х годах её имя фигурировало в деле об убийстве актёра и режиссёра Уильяма Десмонда Тейлора. Этот скандал, а также заболевание актрисы туберкулёзом способствовали закату её кинокарьеры в конце 1920-х годов.

## Биография
Мэйбл Этельрейд Норманд родилась 9 ноября 1893 года в деревне Нью-Брайтон на острове Статен-Айленд, которая теперь является районом Нью-Йорка. Её отец Клод Норманд работал плотником в порту, и поэтому её детство прошло в крайней бедности. В подростковом возрасте Мэйбл зарабатывала деньги, позируя в качестве модели для открыток графика Чарльза Дана Гибсона. В 1910 году, в возрасте 17 лет, она дебютировала в одном из немых фильмов на студии Д. У. Гриффита «Biograph Company».
На студии Норманд познакомилась с начинающим актёром Маком Саннетом, а после того, как он в 1912 году открыл собственную киностудию «Keystone Studios», Мэйбл стала одной из главных её звёзд. Там она ярко продемонстрировала свой комедийный талант и быстро завоевала любовь у публики. На экранах Мэйбл Норманд часто появлялась с такими комедийными мэтрами, как Гарольд Ллойд, Чарли Чаплин и Роско Арбакл.
В 1914 году, на пике своей карьеры, Мэйбл Норманд снялась в таких знаменитых немых фильмах, как «Необыкновенно затруднительное положение Мэйбл», «Настигнутый в кабаре», «Деловой день Мэйбл» и «Состоявшееся знакомство».
В 1918 году, после расставания с Саннетом, Мэйбл подписала контракт с кинопродюсером Сэмюэлем Голдуином на съёмки в кино за $3 500 в неделю, а позже открыла свою собственную киностудию в калифорнийском городе Калвер-сити.
В начале 1920-х годов Мэйбл стала близкой подругой актёра и режиссёра Уильяма Дезмонда Тейлора. 1 февраля 1922 года, спустя несколько минут после того, как Норманд покинула его дом, Тейлор был убит. Полиция много допрашивала актрису по этому делу, но всё же она никогда не была под подозрением. Мэйбл хорошо досталось от газетчиков, которые даже по прошествии времени продолжали обсуждать это убийство, её связь с Тейлором, а также возможные пристрастия актрисы к наркотикам.
Спустя пару лет, в 1924 году, Мэйбл Норманд опять стала главной темой для обсуждения в газетах — её шофёр Джо Келли ранил из пистолета крупного нефтяника-миллионера Кортленда С. Дайнеса, который в то время встречался с подругой Мэйбл актрисой Эдной Пёрвиэнс.
Несмотря на множество сплетен и нападок в свой адрес, Мэйбл продолжала сниматься в кино, а в 1926 году подписала контракт со студией «Hal Roach Studios». В том же году Норманд вышла замуж за актёра Лью Коуди, с которым снималась вместе в фильме «Микки» в 1918 году, а также была соседкой по дому в Беверли-Хиллз. В то же время у актрисы начались проблемы со здоровьем, вызванные туберкулёзом. Из-за этого ей пришлось распрощаться с кино и много времени провести в санатории. Несмотря на усердие врачей, актрису спасти не удалось, и 23 февраля 1930 года в возрасте 37 лет Мэйбл Норманд умерла.
За свой вклад в киноиндустрию Мэйбл Норманд удостоена звезды на Голливудской аллее славы.

## Интересные факты
- Считается что именно Мэйбл Норманд является автором номера с запусканием кремового пирога в лицо. Впервые она осуществила это на съёмочной площадке фильма «Шум из глубины», когда пирог полетел в лицо актёра Роско Арбакла[7].
- В фильме Билли Уайлдера 1950 года «Бульвар Сансет» главным персонажем является стареющая звезда немого кино Норма Дезмонд. Её имя является сочетанием имён Мэйбл Норманд и Уильяма Дезмонда Тейлора[8].
- В 1992 году в фильме «Чаплин» роль Мэйбл Норманд исполнила Мариса Томей.

## Книги о Норманд
- Jeanine Basinger (1999), chapter on Normand in Silent Stars, (ISBN 0-8195-6451-6).
- Betty Harper Fussell (1982), Mabel: Hollywood’s First I-Don’t-Care Girl, (ISBN 0-87910-158-X).
- William Thomas Sherman (2006), Mabel Normand: A Source Book to Her Life and Films